# Open Water 3 - Cage Dive
Open Water 3 - Cage Dive è un film thriller del 2017 diretto da Gerald Rascionato. Il titolo riprende quello del film Open Water del 2003.

## Trama
Un reportage televisivo del 21 ottobre 2015 espone un incidente avvenuto in Australia: una barca per immersioni in gabbia volte ad ammirare gli squali è stata capovolta da un'onda anomala. Dopo il salvataggio e il constatato decesso di vari passeggeri, continuano le ricerche per gli ultimi tre dispersi, dei turisti provenienti da Laguna Beach (California). Una settimana dopo, un subacqueo rinviene lungo una barriera corallina una fotocamera subacquea la cui scheda SD è conservata. Decide così di caricare il filmato al suo interno sui social media dopo aver scoperto che apparteneva ai tre americani scomparsi.
I ragazzi sono Josh, suo fratello Jeff e la fidanzata di quest'ultimo, Megan. Il 18 ottobre 2015 i tre vanno a Sydney per incontrarsi con Greg, cugino di Josh e Jeff, il quale li ospita per qualche giorno prima che volino ad Adelaide con l'intenzione di partecipare a un'immersione in gabbia tra gli squali al fine di vincere un concorso. Jeff intende chiedere a Megan di sposarlo, ma a sua insaputa lei e Josh hanno una relazione.
Il giorno seguente, i tre partecipano all'escursione in barca. Mentre i ragazzi sono nella gabbia, un'onda anomala rovescia l'imbarcazione. Tornati in superficie trovano un passeggero ferito a morte alla testa; il sangue attira gli squali che iniziano a divorare i passeggeri superstiti, portando il trio ad allontanarsi. Diverse ore dopo, trovano dei salvagenti e li utilizzano per agevolare la permanenza in acqua. Le preoccupazioni maggiori sono per Jeff, in quanto ha un problema cardiaco che lo costringe ad assumere farmaci regolarmente e comincia a stare poco bene.
Al calare della notte, i ragazzi trovano una zattera gonfiabile di emergenza contenente provviste e razzi segnaletici. Poco dopo si accorgono della presenza di altri squali e del corpo di una donna. La portano a bordo, scoprendo che è in preda all'ipotermia; Megan decide di accendere un bengala per provare a riscaldarla e, nonostante i due fratelli cerchino di dissuaderla, l'accensione del razzo provoca un incendio sulla zattera. I tre sono costretti a saltare nuovamente in acqua, mentre la donna muore tra le fiamme. I ragazzi cominciano a litigare e inavvertitamente viene esposta la relazione tra Megan e Josh. In quel momento uno squalo li attacca e uccide Megan trascinandola sott'acqua.
La mattina seguente, Jeff assale verbalmente Josh minacciando di pubblicare i filmati per rovinarlo e accusandolo della morte di Megan, quando improvvisamente ha un malore a causa della sua malattia e muore da lì a poco. Con la batteria della videocamera quasi scarica, Josh vede un elicottero di soccorso in lontananza. Mentre cerca di richiamare la sua attenzione, un grande squalo bianco lo attacca e nello stesso momento la videocamera esaurisce la batteria e si spegne.